# Бой под Ески-Арнаутларом
Бой под Ески-Арнаутларом — одно из сражений Русско-турецкой войны 1828—1829 гг., которое состоялось близ населённого пункта Ески-Арнаутлар (ныне село Староселец, Болгария) 5 мая 1829 года между частями русской императорской армии под командованием генерала Л. О. Рота и отрядами османской армии под началом Решида Мехмеда-паши.

## Предыстория
В начале кампании 1829 года VII и VIII корпуса, находившиеся под началом генерал-лейтенанта Рота (15 тысяч солдат и офицеров), занимали Базарджик, Варну и Праводы, имея отряды в Сизеболе, Девно и Ески-Арнаутларе и цепь казачьих постов по реке Камчику. Великий визирь Решид-Магомет-паша, видя такое невыгодное положение Рота, задался целью возвратить Праводы и Варну и решил прежде всего атаковать Ески-Арнаутлар, где находился в наскоро укреплённой позиции генерал-майор Шиц (6 батальонов, 12 орудий и сотня казаков, всего 3000 человек), другая турецкая колонна Галиль-паши направилась прямо к Праводам.

## Битва
5 мая рано утром визирь подошел с 10 тысячами пехоты и 5 тысячами конницы к Ески-Арнаутлару, оставив позади часть в резерве. Три турецкие колонны под прикрытием стрелков, развернувшись перед редутами, бросились на штурм и частично проникли в укрепления. Солдаты Рота, отбросив турок, в продолжение 4 часов отбивали атаки превосходящих сил неприятеля. 
В 9 часов утра прибыл из Девно генерал О. И. Вахтен с 4 батальонами, 2 пп. казаков и 4 артиллерийскими орудиями и бросился на левый фланг турок, вынудив их отступить на колонну Галиль-паши. 
Генерал Рот, полагая, что генерал П. Я. Куприянов, занимавший Праводы, также успешно отразил штурм неприятеля, послал вслед за визирем генерал-майора Рындина с Охотским и 31-м егерским полками, 5 орудиями и частью конницы. В виде поддержки за ними следовали Якутский, 32-й егерский полки и 4 пушки. 
Генерал Рындин сильно наседал на турок, особенно при проходе их через Дерекиойское ущелье, но при выходе в долину наткнулся на вражеские резервы, оставленные здесь Галиль-пашою. Турки, подпустив на близкое расстояние 2 головных батальона, встретили их плотным ружейным и картечным огнем 10 орудий; передние фасы батальонных каре и артиллерийская прислуга легли на месте. Вслед за этим четырёхтысячная турецкая конница окружила остатки батальонов. Генерал Рындин, 22 офицера и почти все лошади передовых батальонов полегли на поле брани, но задние два продолжали упорно защищаться и были выручены полковником Лишиным, который, прибыв из Ески-Арнаутлара с небольшим подкреплением, ударил во фланг турок. Вскоре явился и Куприянов, предпринявший вылазку из Правод, и около 8 часов вечера вынудил неприятеля отступить.
Одновременное нападение Галиль-паши на Праводы успеха не имело. 
Потери русской императорской армии: убитыми и ранеными 44 офицера и 1076 нижних чинов; потери турок составили около 2 тысяч человек.